# Reboot
Reboot je proces, během kterého se běžící systém restartuje, ať už úmyslně nebo neúmyslně. Reboot může být buď studený (někdy nazývaný také tvrdý), kdy je systém fyzicky vypnut a znovu zapnut (odpojením od elektrické energie), což vyvolá proces bootování anebo teplý (někdy také nazývaný měkký), kde se systém restartuje bez nutnosti odpojení elektrické energie.

## Terminologie

### Studený vs. teplý reboot
Technické zdroje popisují dvě zcela rozdílné formy restartu, které jsou známé jako studený reboot (také známé jako studený boot, studený start, tvrdý reboot, tvrdý boot nebo tvrdý start) a teplý reboot (také známý jako teplý boot, teplý start, měkký reboot, měkký boot nebo měkký start), ačkoliv se definice mezi jednotlivými zdroji jemně liší.
Podle Jones, Landes, Tittel (2002), Coopera (2002), Tullocha (2002) a Sopera (2004) je studený start je bootovací proces, před kterým systém neměl přístup k elektrické energii. Všichni s výjimkou Tullocha (2002) také zmiňují, že ve studeném startu systémy provádí power on self test (POST). Cooper (2002) a Soper (2004) také zmiňují, že kromě studeného startu vyvolaného vypínačem ovládajícím přístup systému k elektrické energii je možné studený start vyvolat také resetovacím tlačítkem. Jones, Landes, Tittel (2002) s tím nesouhlasí a tvrdí, že resetovací tlačítko může vyvolat jak studený, tak teplý start a liší se to v závislosti na systému. Článek na on-line podpoře Microsoftu číslo 10228 taktéž potvrzuje, že ačkoliv je resetovací tlačítko navrženo k provedení studeného restartu, nemusí vždy skutečně odpojit elektřinu od základní desky – což je stav, který nekoresponduje s definicí studeného startu výše. Podle Jones, Landes, Tittel (2002) může studený reboot vyvolat jak operační systém, tak aplikace třetích start. Příkaz restart ve Windows 9x vyvolává studený reboot, pokud není stisknuta klávesa Shift.
Nalezení definice pro teplý start je poněkud obtížnější. Všechny výše zmíněné zdroje tvrdí, že teplý start je vyvolán stisknutím klávesové kombinace Ctrl + Alt + Delete; všichni s výjimkou Tullocha (2002) zmiňují, že teplý reboot nevyvolává POST kontrolu. Jones, Landes, Tittel (2002) zmiňují, že pro vyvolání teplého startu musí klávesovou zkratku zachytit přímo BIOS. Článek na online podpoře Microsoftu číslo 102228 používá více technickou mluvu a definuje teplý boot jako následek vyvolání INT 19h, což je BIOS interrupt call; klávesová zkratka Ctrl + Alt + Delete je pouze jednou z možností.
. Podle Grimese (2001), malware může zamezit teplému bootu pomocí odchytávání klávesové kombinace Ctrl+Alt+Delete a tím zamezit jejímu dostání se k BIOSu. Operační systémy založené na Windows NT dělají úplně to samé a uvedenou kombinaci rezervují pro své vlastní použití. Soper (2004) předpokládá, že příkaz k restartu v operačních systémech rodiny Windows vyvolá teplý boot. S tím však nesouhlasí Jones, Landes, Tittel (2002), kteří věří, že ta samá činnost provede studený restart.
Operační systémy z rodiny Linux podporují alternativu pro teplý boot – Linuxové jádro má nepovinnou podporu pro příkaz kexec, systémové volání, které nahrazuje současně běžící jádro jiným a přeskakuje reset hardwaru nebo firmwaru. Celý proces se odehrává nezávisle na firmwaru systému. Nové jádro nemusí nutně být Linuxové.
Mimo počítačů kompatibilních s původním IBM PC, popsané typy bootů nemusí existovat. Podle Sue Loh, členky Windows CE Base Team, zařízení založené na Windows CE podporují tři typy bootu: teplý, studený a čistý. Teplý boot zahazuje paměť běžících procesů. Studený boot kromě toho zahazuje i oblast pro ukládání objektů. Čistý boot maže všechny typy úložných pamětí zařízení. Jelikož ovšem tyto paměťové oblasti neexistují na všech zařízeních založených na Windows CE, uživatelé obvykle přicházejí do styku pouze se dvěma typy rebootu: Jeden, který resetuje nestálou operační paměť a druhý, který zařízení resetuje do továrního nastavení. Kupříkladu na zařízení s Windows Mobile 5.0 se první typ bootu nazývá studeným bootem a druhý čistým bootem.

### Tvrdý reboot
Tvrdý reboot znamená okamžité vypnutí systému bez starání se o souborový systém a ostatní aktivity, které by se odehrály na korektně vypínaném systému. Toto může být docíleno buďto použitím resetu, vypnutím a znovu zapnutím elektrické energie anebo vyvoláním příkazu halt -q, kterému rozumí téměř veškeré UN*Xové systémy. Další možností je vyvolání kernel panic.

### Restart
Termín „restart“ je používán operačními systémy rodiny Microsoft Windows a Linux pro označení rebootu s asistencí operačního systému. Během restartu se operační systém postará o správné ukončení všech čekajících I/O operací před vyvoláním skutečného rebootu.

## Příčiny

### Úmyslné
Uživatel může reboot vyvolat úmyslné. Může tak učinit například s následujícími úmysly:
- Ladění: Rebooting může být použit uživateli, podporou anebo systémovými administrátory jako technika na obejití různých chyb v softwaru, například úniků paměti anebo pro ukončení malwaru. Jelikož tento způsob neřeší primární příčinu problému, vrácení systému zpět do správného a známého stavu může dovolit jeho používání po nějakou dobu, do doby, než se tento problém objeví znovu
- Přepínání operačních systémů: Na multiboot systémech bez hypervisoru je reboot vyžadován pro přepnutí mezi instalovanými operačními systémy.
- Útočný restart: Jak bylo uvedeno dříve, komponenty počítače jsou během studeného rebootu odpojeny od elektrické energie. Z tohoto důvodu komponenty jako je RAM paměť, které vyžadují napájení k udržení ukládaných dat, se během studeného rebootu restartují. I přesto je při cold boot útoku možné určitou část RAM paměti zachovat i po rebootu.

Způsoby provedení úmyslného rebootu se liší a mohou zahrnovat následující:
- Manuální, založené na hardwaru: Vypínač nebo resetovací tlačítko mohou způsobit reboot systému. Použitím této varianty uživatelé riskují ztrátu svých dat.
- Manuální, založené na softwaru: Software počítače a operační systém zejména mohou taktéž vyvolat reboot. Např. operační systémy z rodiny Microsoft Windows jsou vybaveny příkazem restart, který uzavírá otevřené programy a eliminuje tím riziko ztráty dat během restartu.
- Automatické: Spuštění softwaru může být odloženo na určitý čas. Je tedy možné odložit na určitý čas i program, který vyvolá reboot.

### Ztráta napájení
Neočekávané ztráty napájení z jakéhokoliv důvodu (včetně výpadku dodávky elektřiny, selhání elektrického zdroje anebo vyčerpání baterie na mobilních zařízeních) vynucují studený reboot v okamžiku, kdy je napájení obnoveno. Některé BIOSy umožňují automatické nastartování systému v okamžiku, kdy je napájení obnoveno.
Těmto situacím může být předcházeno použitím zdroje nepřerušovaného napájení (UPS), záložní baterie anebo redundantního elektrického zdroje.

## Simulovaný reboot
Reboot může být softwarově simulován. Jedním ze simulačních nástrojů je Sysinternals BlueScreen utility, která je často používána pro prankování. Reboot může být také simulován malwarem, a to za účelem oklamání uživatele pro nějaký nekalý účel.